# Double Shot
Double Shot (poprawnie zapisany tytuł jest ujęty w cudzysłów) to singel awangardowej grupy The Residents wydany w 1988 roku. Utwór tytułowy to cover kompozycji Double Shot (Of My Baby's Love autorstwa popularnej na przełomie lat 50' i 60' amerykańskiej grupy The Swingin' Medallions, który pojawił się początkowo na drugim albumie The Residents – The Third Reich 'n Roll. Na podstawie tej interpretacji zespół stworzył remiks, który trafił na płytę grupy zatytułowaną God in Three Persons jako kompozycja The Thing About Them. Singel trafił na rynek amerykański jako miniCD, w Holandii wypuszczono również siedmiocalowy winyl z materiałem.

## Lista utworów
- 3 calowe CD

1. Double Shot
2. Loss of Loved One (Extended Version)
3. Kiss of Flesh (Instrumental)

- holenderski 7 calowy winyl

1. Double Shot
2. The Thing About Them